# سبرينغ هوب (كارولاينا الشمالية)
سبرينغ هوب (بالإنجليزية: Spring Hope town, North Carolina)‏ هي بلدة تقع بولاية كارولاينا الشمالية في الولايات المتحدة. تبلغ مساحتها 3.92 كم2، وترتفع عن سطح البحر 80 م، بلغ عدد سكانها 1,320 نسمة في عام 2010 حسب إحصاء مكتب تعداد الولايات المتحدة وتصل الكثافة السكانية فيها 336.7 نسمة لكل كيلومتر مربع (872.0/ميل2).

## التركيبة السكانية
حدّد مكتب تعداد الولايات المتحدة بيانات التركيبة السكانية لسبرينغ هوب في تعداد الولايات المتحدة. في ما يلي، التركيبة السكانية حسب تعدادي 2000 و2010.

### تعداد عام 2000
بلغ عدد سكان سبرينغ هوب 1,261 نسمة بحسب تعداد عام 2000، وبلغ عدد الأسر 544 أسرة وعدد العائلات 339 عائلة مقيمة في البلدة. في حين سجلت الكثافة السكانية 321.7 نسمة لكل كيلومتر مربع (833.2/ميل2). وبلغ عدد الوحدات السكنية 595 وحدة بمتوسط كثافة قدره 151.8 لكل كيلومتر مربع (393.2/ميل2).
وتوزع التركيب العرقي للبلدة بنسبة 50.75% من البيض و42.82% من الأمريكيين الأفارقة و0.63% من الأمريكيين الأصليين و0.16% من الأمريكيين ذوي الأصول الآسيوية و5.39% من الأعراق الأخرى و0.24% من عرقين مختلطين أو أكثر و7.30% من الهسبانيون أو اللاتينيون من أي عرق.
بلغ عدد الأسر 544 أسرة كانت نسبة 28.3% منها لديها أطفال تحت سن الثامنة عشر تعيش معهم، وبلغت نسبة الأزواج القاطنين مع بعضهم البعض 43.9% من أصل المجموع الكلي للأسر، ونسبة 14.9% من الأسر كان لديها معيلات من الإناث دون وجود شريك، بينما كانت نسبة 3.5% من الأسر لديها معيلون من الذكور دون وجود شريكة وكانت نسبة 37.7% من غير العائلات. تألفت نسبة 34.6% من أصل جميع الأسر من عدة أفراد يعيشون في نفس المنزل ونسبة 18.2% كانت تتألف من شخص يعيش بمفرده يبلغ من العمر 65 عاماً أو أكثر. وبلغ متوسط حجم الأسرة المعيشية 2.32، أما متوسط حجم العائلات فبلغ 2.96.
بلغ العمر الوسطي للسكان 39.4 عاماً. وكانت نسبة 22.6% من القاطنين تحت سن الثامنة عشر، وكانت نسبة 8.1% بين الثامنة عشر والرابعة والعشرين عاماً، ونسبة 28.1% كانت واقعةً في الفئة العمرية ما بين الخامسة والعشرين والرابعة والأربعين عاماً، ونسبة 21.3% كانت ما بين الخامسة والأربعين والرابعة والستين، ونسبة 20% كانت ضمن فئة الخامسة والستين عاماً فما فوق. يوجد لكل 100 أنثى 81.7 ذكر، ويوجد لكل 100 أنثى في الثامنة عشر من عمرها فما فوق 78.1 ذكر.
بلغ متوسط دخل الأسرة في البلدة 30,469 دولارًا، أما متوسط دخل العائلة فبلغ 36,953 دولارًا. وكان متوسط دخل الذكور 28,611 دولارًا مقابل 22,981 دولارًا للإناث. وسجل دخل الفرد الخاص بالبلدة 15,352 دولارًا. وكانت نسبة 13.1% من العائلات ونسبة 18.6% من السكان تحت خط الفقر، وكان من هؤلاء نسبة 26.4% تحت سن الثامنة عشر ونسبة 18.4% في الخامسة والستين من العمر وما فوق.

### تعداد عام 2010
بلغ عدد سكان سبرينغ هوب 1,320 نسمة بحسب تعداد عام 2010، وبلغ عدد الأسر 642 أسرة وعدد العائلات 330 عائلة مقيمة في البلدة. في حين سجلت الكثافة السكانية 336.7 نسمة لكل كيلومتر مربع (872.0/ميل2). وبلغ عدد الوحدات السكنية 722 وحدة بمتوسط كثافة قدره 184.2 لكل كيلومتر مربع (477.1/ميل2).
وتوزع التركيب العرقي للبلدة بنسبة 46.89% من البيض و46.97% من الأمريكيين الأفارقة و0.68% من الأمريكيين الأصليين و0.53% من الأمريكيين ذوي الأصول الآسيوية و3.26% من الأعراق الأخرى و1.67% من عرقين مختلطين أو أكثر و4.17% من الهسبانيون أو اللاتينيون من أي عرق.
بلغ عدد الأسر 642 أسرة كانت نسبة 23.8% منها لديها أطفال تحت سن الثامنة عشر تعيش معهم، وبلغت نسبة الأزواج القاطنين مع بعضهم البعض 30.4% من أصل المجموع الكلي للأسر، ونسبة 17.6% من الأسر كان لديها معيلات من الإناث دون وجود شريك، بينما كانت نسبة 3.4% من الأسر لديها معيلون من الذكور دون وجود شريكة وكانت نسبة 48.6% من غير العائلات. تألفت نسبة 44.5% من أصل جميع الأسر من عدة أفراد يعيشون في نفس المنزل ونسبة 22.3% كانت تتألف من شخص يعيش بمفرده يبلغ من العمر 65 عاماً أو أكثر. وبلغ متوسط حجم الأسرة المعيشية 2.06، أما متوسط حجم العائلات فبلغ 2.87.
بلغ العمر الوسطي للسكان 47.1 عاماً. وكانت نسبة 20.2% من القاطنين تحت سن الثامنة عشر، وكانت نسبة 6.3% بين الثامنة عشر والرابعة والعشرين عاماً، ونسبة 20.8% كانت واقعةً في الفئة العمرية ما بين الخامسة والعشرين والرابعة والأربعين عاماً، ونسبة 28.6% كانت ما بين الخامسة والأربعين والرابعة والستين، ونسبة 24.2% كانت ضمن فئة الخامسة والستين عاماً فما فوق. وتوزع التركيب الجنسي للسكان بنسبة 43.4% ذكور و56.6% إناث.